# Edgar Robles
Edgar Arnulfo Robles (San Lorenzo, 22 novembre 1977 – San Lorenzo, 28 dicembre 2016) è stato un calciatore paraguaiano, di ruolo centrocampista.

## Palmarès

### Club

#### Competizioni nazionali
- Campionato paraguaiano: 6

Libertad: 2002, 2003, 2006, 2007, Apertura 2008, Clausura 2008